# Futebol Clube Tirsense
O Futebol Clube Tirsense é um clube de futebol português, da cidade de Santo Tirso, distrito do Porto. O clube foi fundado em 5 de Janeiro de 1938. 
O Tirsense desde a sua tenra idade que se afirmou como o Clube mais representativo de Santo Tirso e caracteriza-se pelos fanáticos adeptos que tem. Antes de se denominar Futebol Clube Tirsense, o Clube teve vários nomes como Ponte Velha Sport Clube, nome exatamente anterior ao atual.
Muitas conquistas teve este Clube na sua vida desde logo tendo sido Campeão Nacional por três ocasiões (Duas vezes da atual Liga Pro e uma vez no atual Campeonato de Portugal) e conta no seu palmares mais doze títulos de Campeão nas Competições da AF Porto.
Esteve por oito ocasiões na Primeira Divisão (atual Liga Portugal) e tem mesmo, até então, a melhor Classificação de sempre de um Clube do Concelho de Santo Tirso (oitavo lugar a dois pontos da Taça UEFA).
Os adeptos do Tirsense, conhecidos nacionalmente como os Jesuítas, vivem intensamente o Clube sendo famosos por encherem o Abel Alves de Figueiredo (Estádio do Tirsense) em quase todas as partidas.
O Clube de Santo Tirso, na sua História, conta com dois jogadores que terão sido chamados à Seleção A de Futebol, Alberto Festa e Manuel Caetano. Neste Clube jogaram também nomes bem conhecidos como Paredão, Marcelo, Mota, Moreira de Sá, Giovanna, Rui Nascimento, entre outros.

## Estádio
A equipa de futebol disputa os seus jogos em casa no Estádio Abel Alves de Figueiredo, na cidade de Santo Tirso. Possui uma capacidade para 10 000 espectadores espalhados por 3 bancadas: Central, Superior, Visitante.

## Futebol

### Recordes e Títulos[2]
- 8º Lugar 1ª Divisão: 1994/95
- Campeão Divisão de Honra: 1993/94
- Campeão 2ª Divisão: 1969/70
- 2º Lugar 2ª Divisão(A): 2007/2008
- 2º Lugar 3ª Divisão(B): 2006/2007
- Campeão Divisão de Honra AF Porto: 1999/00

### Classificações por época
| Época     | Nível | Divisão                         | Classificação                             | Taça de Portugal |
| --------- | ----- | ------------------------------- | ----------------------------------------- | ---------------- |
| 1983/1984 | 2     | 2ª Divisão Nacional             | 12º                                       | 2E               |
| 1984/1985 | 2     | 2ª Divisão Nacional             | 9º                                        | 4E               |
| 1985/1986 | 2     | 2ª Divisão Nacional             | 7º                                        | 2E               |
| 1986/1987 | 2     | 2ª Divisão Nacional             | 11º                                       | 3E               |
| 1987/1988 | 2     | 2ª Divisão Nacional             | 3º                                        | 3E               |
| 1988/1989 | 2     | 2ª Divisão Nacional             | 1º                                        | 2E               |
| 1989/1990 | 1     | 1ª Divisão Nacional             | 9º                                        | 1/4              |
| 1990/1991 | 1     | 1ª Divisão Nacional             | 16º                                       | 1/4              |
| 1991/1992 | 2     | 2ª Divisão de Honra             | 3º                                        | 3E               |
| 1992/1993 | 1     | 1ª Divisão Nacional             | 16º                                       | 4E               |
| 1993/1994 | 2     | 2ª Divisão de Honra             | 1º                                        | 1/8              |
| 1994/1995 | 1     | 1ª Divisão Nacional             | 8º                                        | 5E               |
| 1995/1996 | 1     | 1ª Divisão Nacional             | 18º                                       | 4E               |
| 1996/1997 | 2     | 2ª Divisão de Honra             | 18º                                       | 5E               |
| 1997/1998 | 3     | 2ª Divisão B                    | 18º                                       | 3E               |
| 1998/1999 | 4     | 3ª Divisão Nacional             | 15º                                       | 3E               |
| 1999/2000 | 5     | Divisão de Honra da AF Porto    | 1º                                        | 2E               |
| 2000/2001 | 4     | 3ª Divisão Nacional             | 10º                                       | 2E               |
| 2001/2002 | 4     | 3ª Divisão Nacional             | 12º                                       | 4E               |
| 2002/2003 | 4     | 3ª Divisão Nacional             | 3º                                        | 2E               |
| 2003/2004 | 4     | 3ª Divisão Nacional             | 9º                                        | 1E               |
| 2004/2005 | 4     | 3ª Divisão Nacional             | 10º                                       | 2E               |
| 2005/2006 | 4     | 3ª Divisão Nacional             | 6º                                        | 4E               |
| 2006/2007 | 4     | 3ª Divisão Nacional             | 2º                                        | 2E               |
| 2007/2008 | 3     | 2ª Divisão Nacional             | 4º                                        | 3E               |
| 2008/2009 | 3     | 2ª Divisão Nacional             | 3º                                        | 2E               |
| 2009/2010 | 3     | 2ª Divisão Nacional             | 2º                                        | 4E               |
| 2010/2011 | 3     | 2ª Divisão Nacional             | 2º                                        | 4E               |
| 2011/2012 | 3     | 2ª Divisão Nacional             | 7º                                        | 1/8              |
| 2012/2013 | 3     | 2ª Divisão Nacional             | 6º                                        | 3E               |
| 2013/2014 | 3*    | Campeonato Nacional de Seniores | 3º (9º na 1ª fase, 1º na fase Man.)       | 2E               |
| 2014/2015 | 3     | Divisão de Honra da AF Porto    | 8º (7º na 1ª fase, 6º na fase Man.)       | 3E               |
| 2015/2016 | 3     | Campeonato de Portugal          | ? (7º na 1ª fase, a decorrer a fase Man.) | 2E               |
| 2016/2017 | 4     | Div. Elite AF Porto             | 4º                                        | -                |
| 2017/2018 | 4     | Div. Elite AF Porto             | 5º                                        | -                |
| 2018/2019 | 4     | Div. Elite AF Porto             | 4º                                        | -                |
| 2019/2020 | 4     | Div. Elite AF Porto             | 1º                                        | -                |
| 2020/2021 | 3     | Campeonato de Portugal          |                                           |                  |

Legenda das cores na pirâmide do futebol português
     1º nível (1ª Divisão / 1ª Liga) 
     2º nível (até 1989/90 como 2ª Divisão Nacional, dividido por zonas, em 1990/91 foi criada a 2ª Liga) 
     3º nível (até 1989/90 como 3ª Divisão Nacional, depois de 1989/90 como 2ª Divisão B/Nacional de Seniores/Campeonato de Portugal)
     4º nível (entre 1989/90 e 2012/2013 como 3ª Divisão, entre 1947/48 e 1989/90 e após 2013/14 como 1ª Divisão Distrital) 
     5º nível
     6º nível
     7º nível
Notas:
- *em 2013/2014 acabou 3ª Divisão e a primeira competição distrital passou a nível 4

### Jogadores e treinadores mais influentes
Jogadores
- Alberto Festa (anos 60)
- Agostinho Caetano (90-96)
- Rachid Daoudi (95-96)
- Samson Siasia (95-96)
- Vinicius Lopes Righi (92-93)

Treinadores
- Mário Wilson (1970/71)

### Histórico de Jogos
- Liga Portuguesa 256 Jogos 65 Vitórias 73 Empates 118 Derrotas 219 Golos Marcados 370 Golos Sofridos
- Taça de Portugal 127 Jogos 58 Vitórias 18 Empates 51 Derrotas 183 Golos Marcados 180 Golos Sofridos
- II Divisão B 31 Jogos 15 Vitórias 6 Empates 10 Derrotas 38 Golos Marcados 32 Golos Sofridos
- IV Divisão 96 Jogos 46 Vitórias 21 Empates 29 Derrotas 134 Golos Marcados 93 Golos Sofridos